# Givigliana
Givigliana (en Frioulan, Gjiviano) est une frazione de la commune de Rigolato, située dans la province d'Udine, dans la région du Frioul-Vénétie Julienne, dans le nord-est de l'Italie.

## Géographie
Situé dans la Carnia, région montagneuse des Alpes Carniques, perché à 1 124 mètres d'altitude, Givigliana est une charmante bourgade qui domine la vallée du torrent Degano. Elle tente de survivre à l'exode massif qui suivit la Seconde Guerre mondiale, de nombreux habitants étant alors partis chercher du travail vers les grandes villes industrielles, dans la plaine ou plus à l'Est, et même jusqu'en France.

## Population
Ainsi, de 400 habitants environ en 1950, le village s'est peu à peu vidé de ses familles pour ne plus compter aujourd'hui qu'une dizaine de personnes y vivant à l'année. Mais si l'on décide encore maintenant d'aller se promener à Givigliana en juillet ou en août, ou encore pour des occasions spéciales, telle que la fête de la Saint-Pierre, on sera étonné de voir autant de badauds, arpentant les ruelles et autres sentiers comme s'ils vivaient là depuis toujours.

## Monuments et patrimoine
Le point caractéristique de Givigliana est sans aucun doute son clocher (campanile), que l'on voit très bien d'en bas dans la vallée à Rigolato, en arrivant par la route de Tolmezzo. Construit en 1951, comme pour accompagner de ses prières les nombreux fidèles qui s'apprêtaient à partir, le clocher est décoré de nos jours d'une superbe fresque, peinte assez récemment[Quand ?] par l'artiste Mimmo Alfarone.